# Enicospilus suttoni
Enicospilus suttoni là một loài tò vò trong họ Ichneumonidae.